# クロハコヨコクビガメ
クロハコヨコクビガメ（Pelusios niger）は、爬虫綱カメ目アフリカヨコクビガメ科ハコヨコクビガメ属に分類されるカメ。

## 分布
ガボン、赤道ギニア、ナイジェリア南部、ベナン南部
模式標本の産地（模式産地）はマダガスカルだが、誤りとされる。以前はより広域に分布するとされていたが、西部個体群がシロガオハコヨコクビガメと判明し、南部個体群もモリハコヨコクビガメの誤認である可能性があり実際に分布するかは疑わしいとされ、分布域は縮小している。

## 形態
最大甲長34.7センチメートル。ガボンの個体群は大型化するとされる。メスよりもオスの方が大型になり、メスは最大でも甲長26.5センチメートル未満。背甲はやや扁平。背甲の頂部は平坦だが、凹むことはない。椎甲板は縦幅よりも横幅の方が広く、第2-4椎甲板はほぼ水平。種小名nigerは「黒い」の意で、和名や英名と同義。一方で本種には2型があり名前の通り背甲の色彩が黒や黒褐色一色の個体（暗色型）と、背甲の色彩が淡褐色や黄褐色で椎甲板に黒や黒褐色の縦縞が入る個体（褐色型）がいる。
背甲と腹甲の継ぎ目（橋）には、腋下甲板がない。
腹甲は大型。左右の喉甲板間にある甲板（間喉甲板）は大型で、長さが幅の1.3-1.5倍。蝶番は第5縁甲板の中央より前部に接する。蝶番より前部の腹甲（前葉）は小型で幅広く、長さは左右の腹甲板の継ぎ目の長さ（間腹甲板長）と同じか1.5倍未満。橋や腹甲の色彩は黒や暗褐色で、甲板の継ぎ目（シーム）や蝶番の周辺、橋の一部は灰色や淡黄色。褐色型は明色部が大きい傾向がある。
頭部は大型で、長く扁平。吻端は突出し、上顎の先端は鉤状に尖る。下顎には2本の髭状突起がある。
暗色型は頭部の色彩が黒や暗褐色で、虫食い状に灰色や黄色の斑紋が入る。四肢や尾の色彩は灰色や暗灰色。
褐色型は頭部の色彩が淡褐色や黄褐色で、虫食い状に黒い斑紋が入る個体もいる。四肢や尾の色彩は灰褐色や淡褐色。
幼体は椎甲板にあまり発達しない筋状の盛り上がり（キール）があるが、成長に伴いキールは第4、5椎甲板にわずかに残るものの消失する。後部縁甲板もやや鋸状に尖るが、成長に伴い滑らかになる。孵化直後の幼体は甲板が褐色で、成長に伴い現れる甲板には放射状に黒や褐色の斑紋が入る（暗色型は黒の比率が大きく、褐色型は褐色の比率が大きい）。
幼体の頭部はやや小型だが、成長に伴い大型になる。

## 生態
主にサバンナにある乾季でも水が干上がらない大規模な水場に生息し、底質が泥の止水域を好む。
動物食と考えられていたが、野生下ではホテイアオイの採食例があり、糞からは魚類、甲殻類もしくは貝類、種子などが発見されている。

## 人間との関係
ペットとして飼育されることがあり、日本にも輸入されている。流通はまれで、過去に本種として流通していたのはクリイロハコヨコクビガメの背甲が黒い個体が多かった。褐色型はシロガオハコヨコクビガメやモリハコヨコクビガメと誤認されることもあり、褐色型がモリハコヨコクビガメとして販売されることもあった。性質が荒く、特に発情したオスは同種別種、雌雄問わず背甲に乗り頸部に噛みつき交尾を迫り重篤な怪我を負わせることもあるため基本的に単独で飼育する。